# Gulfstream G700
Gulfstream G700 – amerykański samolot dyspozycyjny, bardzo dalekiego zasięgu, wytwórni Gulfstream Aerospace Corporation.

## Historia
Projekt nowej maszyny o bardzo dalekim zasięgu został ujawniony publicznie przez Gulfstreama 21 października 2019 roku w trakcie odbywającej się w Las Vegas konferencji National Business Aviation Association Convention & Exhibition (dokładnie dzień przed). Zaprezentowano na niej pełnowymiarową makietę kadłuba wraz z usterzeniem oraz film przedstawiający kołującą maszynę po płycie lotniska w Savannah. Również tego samego dnia podano informację, iż katarskie narodowe linie lotnicze Qatar Airways, za pośrednictwem swojej firmy Qatar Executive zostały pierwszym, zamawiającym G700 klientem. Zamówienie opiewa na 10 samolotów oraz dodatkowe maszyny Gulfstream G650ER i Gulfstream G500. Pierwszym amerykańskim odbiorcą, który zakupił samolot została firma Flexjet. Nowa konstrukcja bazuje na płatowcu Gulfstream G650. Wydłużono kadłub maszyny o 3,07 m, co pozwoliło między innymi na umieszczenie kolejnych dwóch okien po obydwu stronach kadłuba. Kabina pasażerska będzie podzielona na pięć oddzielnych sekcji, między innymi z dużą sypialnią. Nowe jednostki napędowe Rolls-Royce BR.3043 Pearl mają umożliwić obniżenie hałasu, w porównaniu do modelu G650, oraz zmniejszenie zużycia paliwa. Uroczystość wytoczenia z hali montażowej gotowego prototypu samolotu odbyła się w zakładach Gulfstreama w Savannah w stanie Georgia. W testach certyfikacyjnych samolotu wzięło udział łącznie pięć maszyn. Pierwsze dostawy seryjnych G700 planowane były wstępnie na 2022 roku.
Samolot został oblatany 14 lutego 2020 roku. Za sterami maszyny prototypowej T1, o znakach N700GA, usiedli piloci doświadczalni Jake Howard i Eric Holmberg. Na pokładzie w trakcie lotu znajdował się również inżynier Bill Osborne. Maszyna wystartowała z lotniska Hilton Head International Airport w Savannah o godzinie 13:19 lokalnego czasu. Lot trwał 2 godziny 32 minuty. Nowością było zastosowanie paliwa lotniczego z domieszką biokomponentów. Prototyp T1 weźmie udział w testach mających określić charakterystyki maszyny w locie. Przejdzie badania flatterowe, przeciągnięcia i oblodzenia maszyny. Prototyp T2 przeznaczony będzie do weryfikacji aranżacji kabiny pasażerskiej oraz testów statycznych. T3 weźmie udział w badaniach ładowności, pracy silników, testów kołowania i wznoszenia. T4 umożliwi zapoznanie się z działaniem między innymi systemów mechanicznych, chłodzenia oraz posłuży do uzyskania certyfikatu do lotów w warunkach znanego oblodzenia (ang. Flight Into Known Ice). Na prototypie T5 przeprowadzone będą badania awioniki Gulfstream Symmetry Flight Deck. Pozyskane w badaniach rezultaty mają zostać wykorzystane przy budowie szóstego egzemplarza, który ma się stać również wzorcową maszyną dla samolotów seryjnych. Drugi prototyp, T2, po raz pierwszy wzbił się w powietrze 20 marca 2020 roku. Trwający 2 godziny i 58 minut lot przebiegł pomyślnie. Prototyp T3 został oblatany 8 maja 2020 roku, w jego przypadku lot trwał 3 godziny i 2 minuty. Oba loty zakończyły się pomyślnie. 2 października 2020 roku oblatany został czwarty prototyp samolotu (T4). Maszyna o znakach rejestracyjnych N705GD wystartowała z lotniska w Savannah, lot trwał 56 minut i odbył się bez zakłóceń. Do października uczestniczące w próbach certyfikacyjnych samoloty wylatały łącznie 600 godzin. W trakcie lotów testowych, samolot przekroczył maksymalną prędkość operacyjną, lecąc z prędkością  Ma = 0,99. Teoretyczna prędkość maksymalna wynosi Ma = 0,925. Osiągnięta również pułap 16 459 m.
29 marca 2024 roku amerykańska Federal Aviation Administration przyznała maszynie certyfikatu typu. Wstępne plany zakładały rozpoczęcie dostaw już w 2022 roku jednak pandemia COVID-19 oraz zaostrzenie przepisów certyfikacyjnych jakie uchwalił Kongres Stanów Zjednoczonych po katastrofach Boeinga 737 MAX, wymusiły na producencie dostosowanie swoich testów certyfikacyjnych do nowych wymagań. Do czasu uzyskania certyfikatu, Gulfstream wyprodukował około 50 samolotów G700, które po uzyskaniu certyfikatu, sukcesywnie przekazywano odbiorcom.
23 kwietnia 2024 roku, Gulfstream Aerospace poinformował o dostarczeniu do odbiorców dwóch pierwszych egzemplarzy G700. Producent zakłada realizację dostawy 50-52 maszyn w 2024 roku.